# Interstate 26
Die Interstate 26 (kurz I-26) ist ein Interstate Highway im Südosten der Vereinigten Staaten. Sie beginnt an den U.S. Highways 11W und 23 in Kingsport und endet in Charleston am U.S. Highway 17.
Die Interstate 26 verläuft diagonal von Nord-West nach Süd-Ost. Dies ist eine Besonderheit, da die meisten anderen Interstate-Autobahnen in diesem Gebiet von Nord-Ost nach Süd-West verlaufen. 
Die Nummern der Ausfahrten in Tennessee gingen früher entgegengesetzt der Nummern der anderen Bundesstaaten, da der Interstate früher zum US 23 und zur I-181 gehörte. Im März 2007 wurden alle Nummern an den Ausfahrten vereinheitlicht.

## Längen
| Meilen | km     | Staat          |
| ------ | ------ | -------------- |
| 55     | 89     | Tennessee      |
| 71     | 114    | North Carolina |
| 220.95 | 355.58 | South Carolina |
|        |        |                |
| 347    | 558    | Total          |

## Wichtige Städte
- Kingsport (Tennessee)
- Johnson City (Tennessee)
- Asheville (North Carolina)
- Spartanburg (South Carolina)
- Columbia (South Carolina)
- Charleston (South Carolina)

## Zubringer und Umgehungen

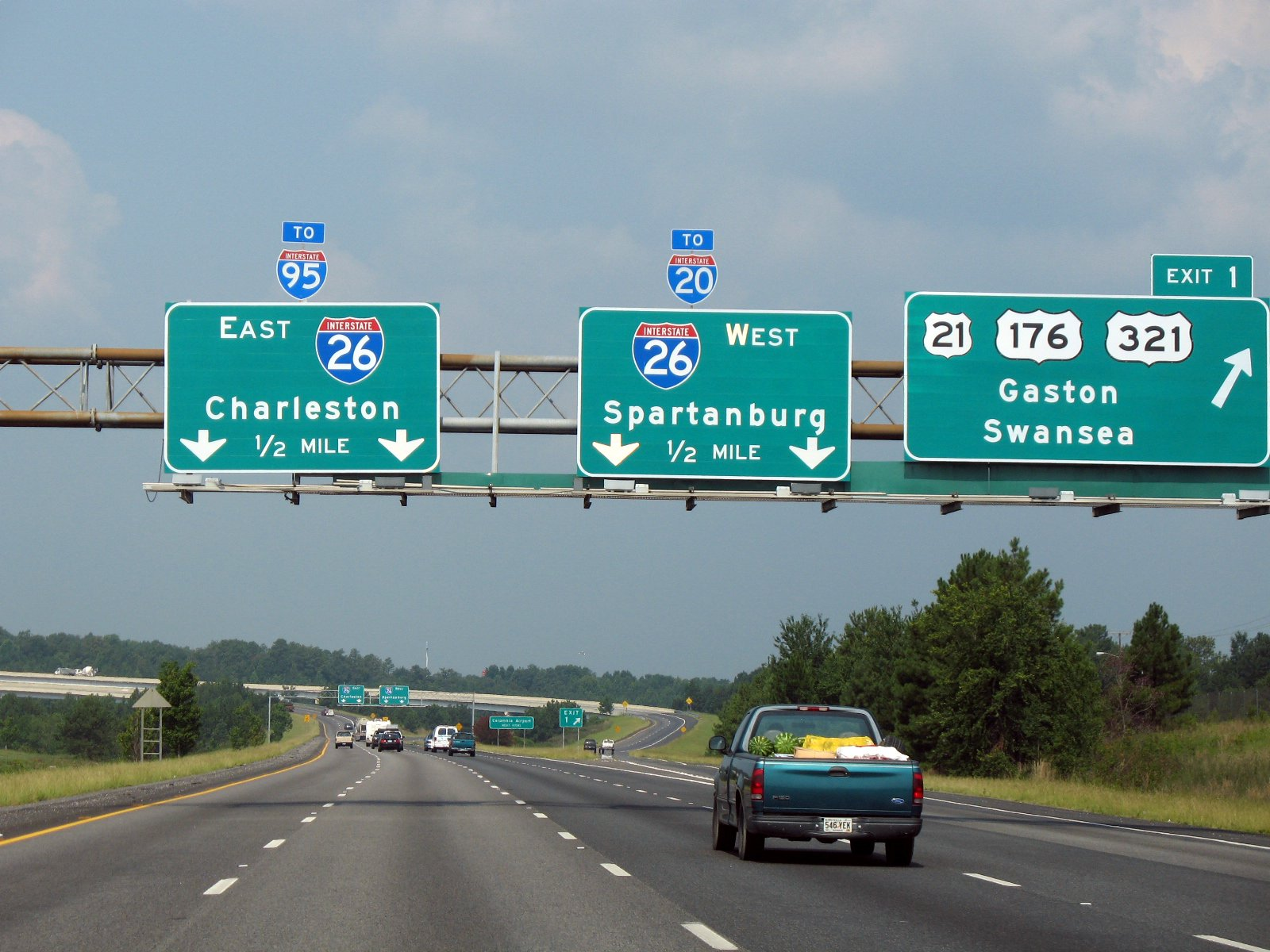
Überleitung auf I-26

- Interstate 126 bei Columbia
- Interstate 526 bei Charleston